# 白自在
白自在，綽號「威德先生」，是金庸小說《俠客行》中的重要人物。
年輕時曾服食雪山派各種增進內功的奇物，加上三十歲就當上雪山派掌門統治凌霄城，代替師父教導師弟們武功，因此為人非常自負狂傲。
娶了史小翠以後，生有一子“气寒西北”白萬劍，白萬劍後來娶妻生了白阿繡，白自在相當疼愛這個孫女。
叛徒孫石中玉強姦白阿繡未遂事件爆發，白阿繡跳崖自盡，白自在盛怒之下砍去石中玉師父“风火神龙”封萬里右臂，下令找出已經逃跑的石中玉並殺之，以致和史小翠失和，白自在打了史小翠一巴掌後，史小翠憤而出走。
史小翠和白阿繡在外面遇到丁不四，丁不四邀請昔日心上人史小翠上碧螺山相聚，史小翠祖孫不從和丁不四發生爭端，幸虧半路遇到石破天相救。
丁不四見史小翠無法歸順，於是和哥哥丁不三共赴雪山派，向情敵白自在挑撥離間，白自在誤信丁不四的謊言，精神開始失常。
白自在要脅雪山派上下必須言稱他是：「古往今來劍法第一、拳腳第一、內功第一、暗器第一的大英雄、大豪傑、大俠士、大宗師。」，稍覺不得體便削斷其腿或擊斃他人，如杜姓弟子即被他削斷腿而陸姓、蘇萬虹和燕姓等弟子，以及兩位凌霄城的大夫均慘死在他的手裡，導致有七位雪山派弟子害怕成為下位亡者於是一同出走。
大弟子封萬里和其他師叔只好在食物中加入迷藥迷昏並囚禁他，其他師叔卻又在白萬劍等人押著假扮石中玉的石破天以及石清夫婦歸來時暗算白萬劍，圖謀雪山派掌門一位，直到史小翠祖孫和俠客島賞善罰惡使者上凌霄城後，整件事才曝光。
史小翠為救失常的丈夫，要石破天和白自在比拼，白自在發現石破天內功之高，當下領悟且承認鑄下大錯，悄悄領了賞善罰惡銅牌令赴俠客島打算送死。
後來石破天赴俠客島時解開了俠客行的秘密，使得白自在等其他掌門獲得回歸中土的生機。
為金庸筆下武功絕頂的高手之一